# 神崎孝一郎
神崎 孝一郎（かんざき こういちろう、1956年7月19日 - ）は、日本の俳優。佐賀県出身。希楽星所属。旧名：神崎 智孝（かんざき ともたか）。

## 出演

### テレビドラマ
- 婚カツ! #1 - 幹部職員
- ショコラ #4 - 医師
- スマイル #5 - みらい銀行支店長
- コードブルースペシャル - 外科医
- 篤姫 #39 - 中山忠能 役
- CHANGE #6 - 主計官
- 白洲次郎#3 - 佐藤栄作 役
- 拝啓、父上様 - ソムリエ
- 特命係長 只野仁3 - 上司
- 警視庁黒豆コンビ4 虚飾の塔 黒豆VSセレブ - 原
- PS羅生門 - 鑑識課長
- 美貌のメス 脳神経外科医・津山慶子 - 部長
- ザ・ヒットパレード - 企業家
- 不信のとき〜ウーマン・ウォーズ〜 - 森田
- トップキャスター - CNB社員
- 花嫁は厄年ッ! - 医師
- サプリ - 面接官
- CAとお呼びっ! - 面接官
- 家族〜妻の不在・夫の存在〜 - 医師
- 新・美味しんぼ - 弁護士
- CHILDREN
- 愛と死を見つめて
- 危険なアネキ
- 星に願いを
- 離婚弁護士II
- Mの悲劇
- 義経
- 御宿かわせみ
- 聞かせてよ愛の言葉を
- 家政婦は見た
- ねばる女
- 砂の器
- 白い巨塔
- スカイハイ2
- エ・アロール
- 警視庁鑑識班2004
- 武蔵
- 高原へいらっしゃい
- ダイヤモンドガール
- あなたの人生お運びします
- ムコ殿2003
- 逮捕しちゃうぞ
- 恋人はスナイパー2
- 真夜中の雨
- 緋色の記憶
- ぼくが地球を救う
- 天体観測
- 渡る世間は鬼ばかり
- 一攫千金夢家族
- ビッグマネー!
- 女優・杏子
- 涙をふいて
- 温泉へ行こう2
- ストレートニュース
- TEAM Special
- リミット
- 平成夫婦茶碗
- ショカツ
- 大河ドラマ 徳川慶喜
- テツワン探偵ロボタック
- 大河ドラマ 秀吉
- 名探偵保健室のオバさん
- 花棺
- いいひと。
- 彼女たちの結婚
- 黄昏流星群
- コーチ
- 獣医さん、事件ですよ - 松原
- Nのために
- 月曜名作劇場 「十津川警部シリーズ (内藤剛志)4」（2017年） - 中山哲次
- 大河ドラマ 西郷どん 佐賀ことば指導
- ガラスの仮面 第8話「未来の紅天女を脅かす黒い影」（1997年8月25日、テレビ朝日）
- イチケイのカラス（2021年） - 津田丈弘 役
- 大河ドラマ 青天を衝け 佐賀ことば指導
- TOKYO VICE 第6話 - ヤクザ親分 役
- 元彼の遺言状 第9話・第10話（2022年6月6日・13日、フジテレビ）

### 映画
- 誰かが私にキスをした
- デスノート
- 映画女優
- 最後の仁義なき戦い
- MISIMA
- 鹿鳴館
- ラグビー野郎

### Vシネマ
- 白竜